# Peder Jacobsköld
Peder Nilsson Jacobsköld, född 1567 i Vadstena, död 5 mars 1611 i Reval, var en svensk ämbetsman.

## Biografi
Peder Jacobsköld föddes 1567 i Vadstena. Han var son till sekreteraren Nils Jacobsköld och Anna Svensdotter. Efter juridiska studier vid Rostocks universitet 1587 och därefter vid Helmstedts universitet, Kölns universitet och Marburgs universitet anställdes han som skrivare i hertig Karls kansli 1595 och avancerade snart till sekreterare. Ansedd som särskilt användbar i utrikespolitiska angelägenheter togs han bland annat i bruk i propagandan mot Sigismund. Jacobsköld författade bland annat på tyska och latin en redogörelse för händelserna 1598, avsedd att spridas utomlands för att motverka Sigismunds propaganda. Han deltog i flera av de svensk-danska mötena under Karl IX:s tid. Han var bland annat sekreterare vid överläggningarna i Ulfsbäck 1602. Jacobsköld medverkade sannolikt även vid utformandet av riksdagsbesluten i Stockholm 1599 och Norrköping 1600 samt verkställde med konungsk tendens och till Karl IX:s belåtenhet förarbetena till revisionen av Kristoffers landslag. Mot slutet av sin levnad ägnad han sig helt åt arbeten i Livland. Av enkel härkomst och beroende av Karl IX:s gunst var Jacobsköld ett lojalt redskap för kungen. Han adlades 1605. Jacobsköld avled 1611 i Reval.